# Stedingen (Schiff)
Das Tankschiff Stedingen war 1937 von der britischen Anglo-Saxon Petroleum Co. als Discina beim Bremer Vulkan bestellt worden. Das Motorschiff wurde nach Kriegsausbruch der deutschen Tochterfirma Nordwestdeutsche Tankschiff Reederei in Hamburg übertragen. Als es am 10. Oktober 1939 vom Stapel lief, erhielt es den Namen Posidonia.
1940 wurde das Schiff im Rahmen des Unternehmens „Weserübung“ als Teil der sogenannten „Tankerstaffel“ eingesetzt und sollte nach Stavanger gehen. Am 8. April 1940 wurde der Tanker im Skagerrak vom aufgetauchten britischen U-Boot Trident zum Anhalten aufgefordert. Das Schiff versuchte in norwegische Hoheitsgewässer zu entkommen. Als das U-Boot das Feuer eröffnete, wurde die Stedingen von ihrer Besatzung versenkt.

## Geschichte
Die Stedingen entstand im Rahmen eines Großauftrags der britischen Tankerreederei Anglo-Saxon Petroleum Co. bei deutschen Werften. Sie wurde als Discina beim Bremer Vulkan bestellt. Die Werft hatte schon 1931 Tanker für die britische Gesellschaft gebaut. 1935 entstand auf der Bremer Werft der erste einmotorige 12.000-t-Motortanker Alexia, dem vor dem Krieg noch die Tornus und Diala folgten. Weitere Schiffe dieses Typs entstanden in Hamburg, aber auch in Großbritannien und Italien.
Als der Neubau 773 am 10. Oktober 1939 vom Stapel lief, erhielt es den Namen Posidonia. Am 18. wurde die fertiggestellte Posidonia an die Nordwestdeutschen Tankschiff Reederei GmbH in Hamburg, einer deutschen Tochtergesellschaft der Anglo-Saxon, abgeliefert. Der niederländisch-britische Shell-Konzern war zu diesem Zeitpunkt noch in Deutschland aktiv. Allerdings übernahm die Kriegsmarine das neue Schiff schon im Januar 1940 als Stützpunkttanker in Wilhelmshaven und benannte es in Stedingen um.

### Kriegseinsatz
1940 wurde die neue Stedingen im Rahmen des Unternehmens „Weserübung“ als Teil der sogenannten „Tankerstaffel“ eingesetzt, die aus vier großen und fünf kleinen Tankern bestand. Von den großen Tankern hatte die Kattegat am 3. April mit dem Ziel Narvik als erste Wilhelmshaven vor allem mit Heizöl für die großen Einheiten der Kriegsmarine verlassen. Deren Schwesterschiff Skagerrak, ebenfalls mit Heizöl und ähnlichen Aufgaben für die Schiffe und Boote der Kriegsmarine, war am 4. nach Trondheim gefolgt. Am 6. April hatte dann das Walfangmutterschiff Jan Wellem mit 5125 to. Heizöl, 5120 to. Gasöl, 700 to. Wasser, 170 m³ Schmieröl und 500 to. Proviant die Teriberka-Bucht bei Murmansk (sog. Basis Nord) nach Narvik verlassen, das sie planmäßig am 8. April noch vor den angreifenden zehn deutschen Zerstörern erreichte, die sie versorgen sollte.
Die Stedingen wurde als letzter der großen Tanker erst am 7. April nach Stavanger in Marsch gesetzt. Anders als die anderen großen Tankschiffe, die die Einheiten der Kriegsmarine versorgen sollten, hatte sie 8000 t Treibstoff für die Luftwaffe an Bord, die am Angriffstag den Flughafen Stavanger besetzen und von dort die Luftherrschaft über Norwegen ausüben sollte.
Auch die Stedingen hatte wie die anderen großen Schiffe der „Tankerstaffel“ und die meisten Schiffe der sog. „Ausfuhrstaffel“ kein Glück (nur zwei der elf Schiffe erreichten halbwegs nach Plan die vorgegebenen Ziele, die Jan Wellem und die Levante ). Am 8. April 1940 wurde der Tanker gegen Mittag im Skagerrak vom aufgetauchten britischen U-Boot Trident zum Anhalten aufgefordert. Die Stedingen versuchte, in norwegische Hoheitsgewässer zu entkommen. Als das U-Boot das Feuer mit dem Bordgeschütz eröffnete, wurde die Stedingen von ihrer Besatzung auf der Position 58° 57′ 0″ N, 10° 25′ 0″ O versenkt.  Die Trident überprüfte die Rettungsboote der Stedingen und nahm den Kapitän gefangen. Sie beschleunigte den Untergang des Tankers durch einen Torpedofangschuss. Nach britischen Angaben soll das versenkte Schiff den Namen Posidonia weiter am Rumpf getragen haben.